# Čou Čchen
Čou Čchen (čínsky pchin-jinem Zhōu Chén, znaky 周臣; 1450/1460?–1535) byl čínský malíř mingské doby.

## Jména
Čou Čchen používal zdvořilostní jméno Šun-čching (čínsky pchin-jinem Shùnqīng, znaky 舜卿) a pseudonym Tung-čchun (čínsky pchin-jinem Dōngcūn, znaky zjednodušené 东村, tradiční 東村).

## Život a dílo

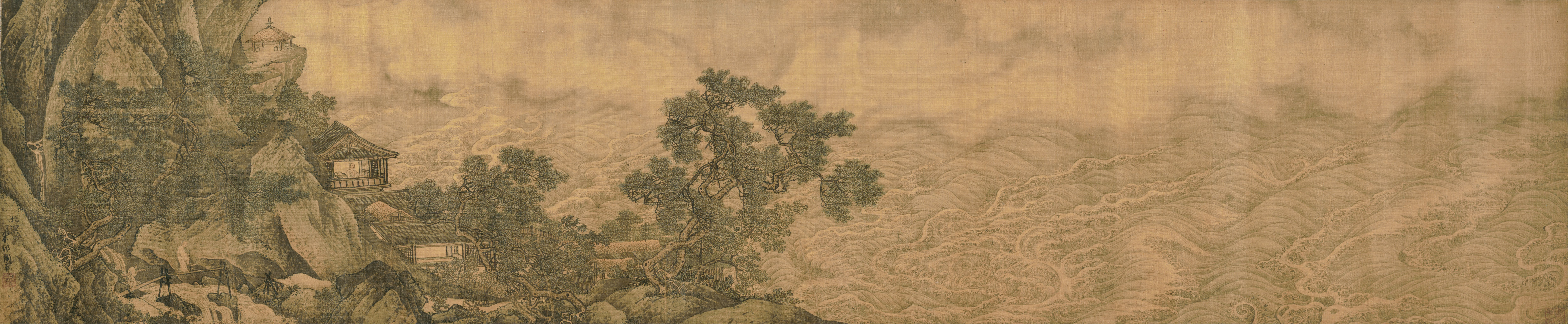
Severní moře, Čou Čchen, 28 × 135 cm, tuš a barva na hedvábí.

Pocházel ze Su-čou (nyní v provincii Ťiang-su). Specializoval se na malby krajin a lidí, přičemž následoval styl Čchen Siena a sungských mistrů, Li Čchenga, Kuo Siho, Ma Jüana, Sia Kueje. Jeho kresby byla dovedné a promyšlené, jeho styl energický, ale elegantní. Mezi jeho žáky patřili především Tchang Jin a Čchiou Jing.